# John Eleuthère du Pont

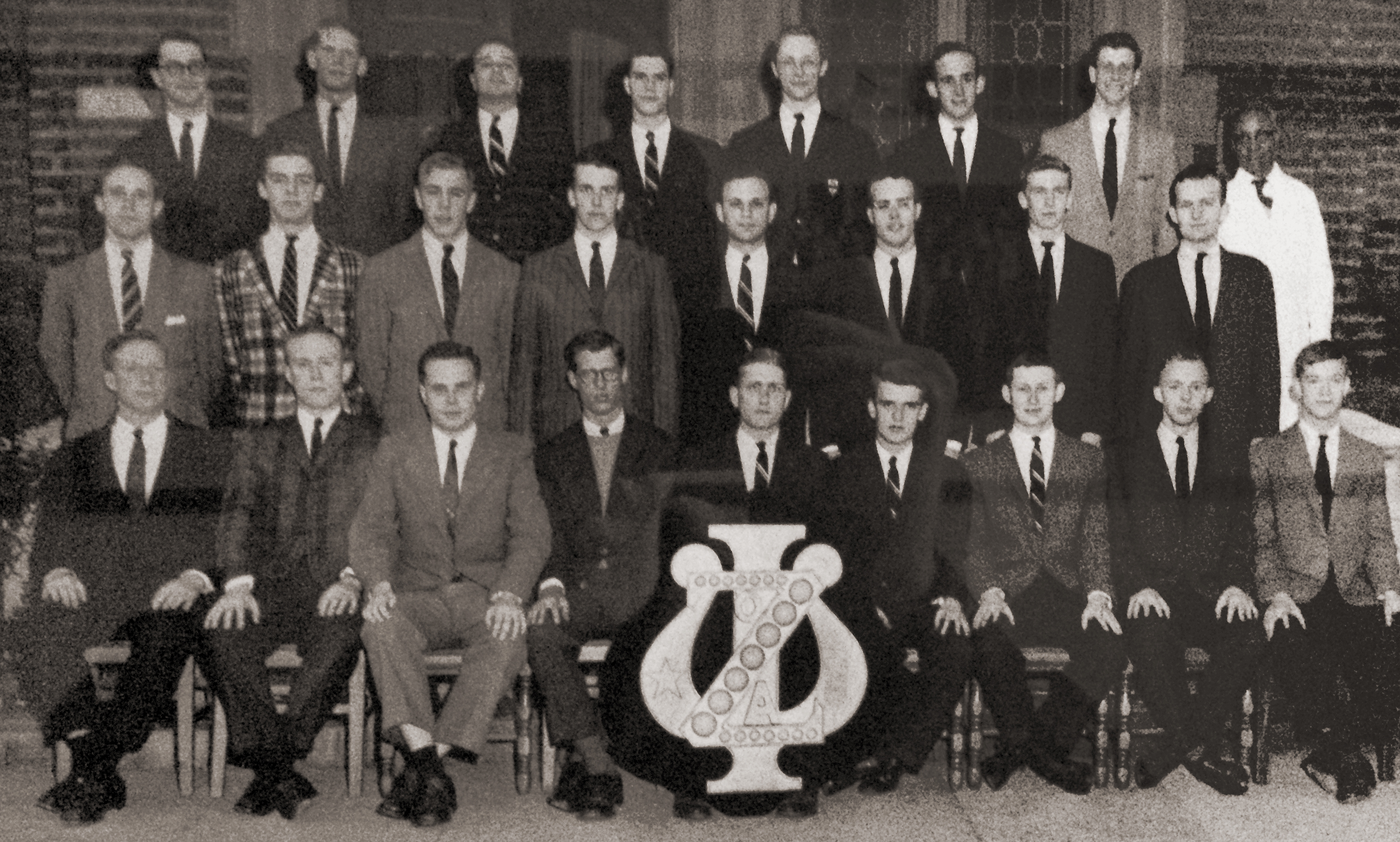
John du Pont (unten links) während seines Studiums an der University of Pennsylvania (1960)

John Eleuthère du Pont (* 22. November 1938 in Philadelphia; † 9. Dezember 2010 in der State Correctional Institution – Laurel Highlands) war ein US-amerikanischer Ornithologe, Conchologe, Milliardär und verurteilter Mörder, der aus der französisch-amerikanischen Industriellenfamilie Du Pont stammte.
1957 gründete er das Delaware Museum of Natural History, in dem er seine mehrere hunderttausend Exemplare umfassende Sammlung von Muscheln und Vogeleiern ausstellte. Als Sportmäzen förderte er zahlreiche Sportler insbesondere aus dem Schwimmsport und dem Triathlon, später auch Ringer, darunter die Ringer Mark Schultz und dessen Bruder David Schultz. In den 1990er Jahren zeigte du Pont zunehmend exzentrisches Verhalten. 1996 tötete er seinen Freund David Schultz und wurde für diese Tat zu einer langjährigen Gefängnisstrafe verurteilt. Er starb 2010 im Gefängnis.
In Anlehnung an die Ereignisse um die Tat wurde 2014 das Drama Foxcatcher produziert, in dem du Pont von Steve Carell verkörpert wurde. In der Verfilmung wird du Pont auf seine Rolle als Mäzen von Ringern reduziert, Aspekte wie beispielsweise seine Aktivitäten im Schwimmen, Triathlon und Modernen Fünfkampf oder dass er 1988 beim Tod seiner Mutter auf den Qualifikationswettkämpfen der Schwimmer für die Olympischen Spiele war, wurden im Film gar nicht oder abweichend dargestellt.

## Leben

### Herkunft und Ausbildung
John Eleuthère du Pont wurde 1938 als jüngstes von vier Kindern aus der Ehe von William du Pont, Jr. (1896–1965) und Jean Liseter Austin (1897–1988) geboren. Er war ein Ururenkel des Chemikers Eleuthère Irénée du Pont. Da seine Eltern sich, als er drei Jahre alt war, trennten und seine Geschwister damals bereits erwachsen waren, wuchs er alleine mit seiner Mutter auf der Liseter Hall Farm, dem Wohnsitz der Familie in Newtown Square in Delaware County (Pennsylvania) auf. Interesse am Sport bekam John du Pont von seiner Mutter mitgegeben. Jean Liseter Austin du Pont gewann im Laufe ihres Lebens rund 3000 Bänder, Pokale, Trophäen und Preise bei Pferde-, Vieh- und Hundeschauen. Zu seinem Vater, dem Pferdezüchter William du Pont Jr, hatte er kein enges Verhältnis.
Er besuchte bis 1957 die Haverford School. Danach begann er ein Studium an der University of Pennsylvania, das er jedoch bereits nach einem Jahr abbrach. Danach begann er ein Studium an der University of Miami und schloss dieses 1965 mit einem Bachelor in Zoologie ab. Er bereiste unter anderem die Philippinen, Samoa und Fidschi. Ab 1970 erschienen diverse ornithologische Fachbücher. 1972 wurde das von du Pont bereits 1957 gegründete Delaware Museum of Natural History mit seiner umfangreichen Sammlung von Muscheln und Vogeleiern der Öffentlichkeit zugänglich gemacht. 1973 erlangte du Pont einen Doktorgrad an der Villanova University.
Seine 1983 geschlossene Ehe mit der Therapeutin Gale Wenk wurde bereits nach wenigen Monaten wieder geschieden.

### Engagement im Sport
Ende der Fünfziger- und Anfang der Sechzigerjahre schloss sich du Pont dem Santa Clara Swim Club an. In den Sechziger- und frühen Siebzigerjahren strebte du Pont erfolglos an, sich für das Olympiateam im Modernen Fünfkampf zu qualifizieren. Bei den Olympischen Spielen in Montreal gehörte du Pont dem US-Team als Betreuer an.
Bereits Mitte der Sechzigerjahre richtete er auf der weitläufigen Liseter Hall Farm (440 acres bzw. rund 1,8 km2) seiner Familie ein eigenes Trainingszentrum mit einem Schwimmbad mit 50-m-Bahn, Laufbahn, Fitnessräumen, Sauna und Schießstand ein. 1967 fanden auf der Liseter Hall Farm die amerikanischen Meisterschaften im Modernen Fünfkampf statt. Nach dem Tod seiner Mutter im August 1988, von dem er während der Qualifikationswettkämpfe im Schwimmen für die Olympischen Spiele in Seoul erfuhr, benannte er die Farm in Anlehnung an den Rennstall seines Vaters in Foxcatcher Farm um.
John du Pont war Vorsitzender des Kuratoriums der International Swimming Hall of Fame.
Zum von John du Pont aufgebauten Foxcatcher Team gehörten aus dem Schwimmteam der USA bei den Olympischen Spielen u. a. Dave Wharton (über 400 m Lagen Silbermedaille bei den Olympischen Spielen in Seoul und Vierter bei den Olympischen Spielen in Barcelona), Trina Radke, Dan Jorgensen, David Berkoff und Sean Killion.
Zu seinem Triathlonteam, das in Konkurrenz zum 1983 gegründeten „Team J. Daniels“ mit Mark Allen, Scott Tinley, Scott Molina, Julie Moss, u. a. stand, gehörten u. a. Ken Glah, Jeff Devlin, Joy Hansen Leutner, Steve Fitch, Brooks und Greg Clark, Freddy Klevan und Jody Schmidt. Glah und Devlin belegten 1988 bzw. 1991 jeweils einen dritten Platz bei der Ironman World Championship auf Hawaii, Joy Hansen gewann bei den Weltmeisterschaften 1990 in Orlando und 1995 in Cancún jeweils Bronze.
John du Pont sorgte bereits in den Achtzigerjahren regelmäßig für Irritationen, wenn er sich als „Vater des Triathlon“ ausgab. So gelang ihm beispielsweise, dass eine Sondermarke des Königreichs Redonda angefertigt wurde, die ihn schwimmend, radfahrend und laufend zeigt – mit einem Trikot mit dem Logo des Team Foxcatcher sowie dem Text „John du Pont – Vater des Triathlons“. Du Pont war auch Sponsor der US Triathlon Series in Fort Lauderdale in den Achtzigerjahren. Im März 1986 zierte John du Pont das Titelblatt der Special-Interest-Zeitschrift „Tri-Athlete“.
An der Villanova University unterstützte du Pont 1985 den Bau eines Sportzentrums mit einer Leichtathletikhalle mit 200-m-Bahn, einer Schwimmhalle, einer Basketballarena, Tennisplätzen und Trainingsräumen, das von der Universität nach du Pont benannt wurde. Ein 1986 an der Universität eingeführtes Ringer-Programm unter John du Pont wurde 1988 wieder beendet. Mark Schultz, Olympiasieger im Ringen 1984 und Assistenztrainer in Villanova, wurden Verletzungen der NCAA-Regularien vorgeworfen, u. a. gab er zu alkoholisierte Partys mit Minderjährigen organisiert zu haben.
Ende der 1980er Jahre wandte sich du Pont auch verstärkt dem Ringsport zu. Von 1989 bis 1995 stiftete er dem US-Ringerverband jährlich 400.000 US$, weshalb die Teamwettkämpfe seinen Namen trugen. So unterstützte er zunächst Mark Schultz, später David Schultz. 1991 trainierten bis zu 86 Ringer in dem Trainingszentrum auf du Ponts Farm. Auch die Schwimmer der Foxcatcher Farm gehörten damals zu den Führenden in den USA.

### Mord und Lebensabend
John Eleuthère du Pont erschoss am 26. Januar 1996 David Schultz in der Einfahrt von dessen Haus. Am 26. Februar 1997 wurde du Pont für den Mord (third-degree murder but mentally ill) an Schultz zu 13 bis 30 Jahren Gefängnisstrafe verurteilt. Er starb 13 Jahre später in der State Correctional Institution – Laurel Highlands. Während des Prozesses gegen ihn sagten Psychiater aus, du Pont leide an paranoider Schizophrenie. Er sei überzeugt gewesen, Schultz sei Teil einer Verschwörung und wolle ihn umbringen.

## Weiteres
Der Philatelist du Pont erwarb 1980 die British Guiana 1¢ magenta zu einem Rekordpreis von 935.000 US-Dollar, was der Briefmarke den Ruf als teuerstes philatelistisches Sammlerstück der Welt einbrachte.

## Werke
- Living Volutes: A Monograph of the Recent Volutidae of the World. (mit Clifton S. Weaver) Weidner & Sons Publishing, 1970, ISBN 978-0-913176-01-6.
- Philippine Birds. Delaware Museum of Natural History, 1971.
- Birds of Dinagat and Siargao, Philippines: An Expedition Report. (mit D.S. Rabor), Delaware Museum of Natural History, 1973.
- South Sulu Archipelago Birds: An Expedition Report. (mit D.S. Rabor), Delaware Museum of Natural History, 1973.
- South Pacific Birds. Delaware Museum of Natural History, 1976, ISBN 978-0-913176-04-7.
- Off the Mat: Building Winners in Life. Jameson Books, 1987, ISBN 978-0-915463-54-1.
- Never Give Up. Jameson Books, 1990.